# Erice
Erice er en italiensk by (og kommune) i regionen Sicilien i Italien, med omkring 26.089(2023) indbyggere.  